# آلبر دوکاریس
آلبر دوکاریس (فرانسوی: Albert Decaris‎; ۶ مهٔ ۱۹۰۱ – ۱ ژانویهٔ ۱۹۸۸) نقاش، قلم‌زن و هنرمند اهل فرانسه بود.
از افتخارات وی میتوان به کسب مدال طلا حکاکی و چاپ فلزی در بخش مسابقات هنری بازی‌های المپیک تابستانی ۱۹۴۸ اشاره کرد.